# Goniada echinulata
Goniada echinulata är en ringmaskart som beskrevs av Grube 1870. Goniada echinulata ingår i släktet Goniada och familjen Goniadidae. Inga underarter finns listade i Catalogue of Life.